# Lior Inebrum
Lior Inebrum (en hébreu : אור אינברום), né le 12 janvier 1996, est un footballeur israélien d'origine éthiopienne. Il évolue au MS Ashdod au poste d'attaquant.

## Biographie
Il dispute 51 matchs en première division israélienne avec l'équipe du MS Ashdod, inscrivant sept buts.